# Peter Muster
Peter Muster (ur. 28 maja 1952) – szwajcarski lekkoatleta, sprinter, medalista mistrzostw Europy z 1978.
Specjalizował się w biegu na 200 metrów. Wystąpił w nim na mistrzostwach Europy w 1974 w Rzymie, ale odpadł w półfinale. Odpadł w ćwierćfinale tej konkurencji na igrzyskach olimpijskich w 1976 w Montrealu.
Zdobył brązowy medal w biegu na 200 metrów (przegrał z Pietro Menneą z Włoch oraz z Olafem Prenzlerem z Niemieckiej Republiki Demokratycznej) oraz zajął 7. miejsce w sztafecie 4 × 100 metrów na mistrzostwach Europy w 1978 w Pradze. Na kolejnych mistrzostwach Europy w 1982 w Atenach odpadł w eliminacjach biegu na 200 metrów.
Był mistrzem Szwajcarii w biegu na 200 metrów w latach 1973–1978, 1980 i 1982.
Ustanowił rekord Szwajcarii w biegu na 200 metrów czasem 20,46 s (5 czerwca 1976 w Zofingen) i trzykrotnie poprawiał rekord kraju w sztafecie 4 × 100 metrów do wyniku  39,9 s (5 sierpnia 1978 w Bernie).